# Anastasija Myskina
Anastasija Andriejewna Myskina, ros. Анастасия Андреевна Мыскина (ur. 8 lipca 1981 w Moskwie), tenisistka rosyjska, zwyciężczyni French Open 2004, zdobywczyni Pucharu Federacji 2004 i 2005. Jako zawodowa tenisistka grała w latach 1998–2007.
Od 1999 klasyfikowana w czołowej setce rankingu światowego. Do września 2005 wygrała dziesięć turniejów w grze pojedynczej oraz dwa w deblu (ponadto sześć finałów singla i jeden debla). W czerwcu 2004 jako pierwsza Rosjanka wygrała turniej wielkoszlemowy – na kortach Rolanda Garrosa pokonała w finale rodaczkę Jelenę Diemientjewą w dwóch setach. Po turnieju US Open we wrześniu t.r. awansowała na pozycję nr 2 w rankingu światowym, reprezentowała Rosję także na igrzyskach olimpijskich w Atenach latem 2004; w grze pojedynczej zajęła 4. miejsce, przegrywając w półfinale z późniejszą mistrzynią Belgijką Justine Henin-Hardenne oraz w barażu o brązowy medal z Australijką Alicią Molik. W deblu, grając w parze z Diemientjewą, przegrała już w pierwszej rundzie z duetem japońskim Sugiyama / Asagoe.

## Kariera tenisowa
Po raz pierwszy nazwisko Anastasii pojawiło się na światowych kortach w 1999 roku, kiedy zadebiutowała na turnieju zawodowym w Taszkencie. Jej drugi występ w imprezie WTA był o tyle sensacyjny, że zakończył się zwycięskim finałem w Palermo nad Ángeles Montolio. Rosjanka została sklasyfikowana wśród stu najlepszych zawodniczek świata po turnieju nowojorskim, gdzie w wielkoszlemowym debiucie doszła do drugiej rundy.
Drugi półfinał w zawodowej karierze (po zwycięstwie w Palermo) osiągnęła w Sopocie, odnosząc spektakularne zwycięstwo nad Barbarą Schett. Pokonała kilka gwiazd światowego tenisa, w tym Jelenę Diemientjewą, Patty Schnyder, a także Kim Clijsters w debiucie na kortach wimbledońskich. Doszła do drugiej rundy turnieju olimpijskiego w Sydney.
W roku 2001 z powodu kontuzji lewej kostki zmuszona była zawiesić występy na światowych kortach, wykluczając również występ w Australian Open, który miał być jej debiutem w tym turnieju. Po przejściu operacji powróciła w Miami, odpadła w pierwszej rundzie. Pierwsze od sześciu miesięcy spotkanie wygrała nad Ivą Majoli w Amelia Island. Odniosła zwycięstwa nad Amandą Coetzer i Anną Kurnikową.
Przegrała w drugiej rundzie Australian Open 2002 z Diemientjewą, debiutując w tym turnieju. Na turniejach Bliskiego Wschodu osiągnęła ćwierćfinały w Dubaju i Dosze. W Indian Wells odpadła w czwartej rundzie, przegrywając z Emmanuelle Gagliardi, a dwa tygodnie później poniosła porażkę z Jennifer Capriati w Miami. Ta sama zawodniczka zablokowała jej drogę do półfinału w Charleston. Uległa Serenie Williams w Rzymie i odpadła w pierwszej rundzie French Open. Tydzień później doszła jednak do finału w Birmingham na kortach trawiastych, przegranego z Jeleną Dokić. Osiągnęła również finał w Eastbourne, przegrywając z Chandą Rubin. Po dwóch początkowych zwycięstwach na Wimbledonie uległa Amélie Mauresmo. Pod koniec sierpnia zagrała wspaniały turniej w New Haven, pokonując kolejno Conchitę Martínez, Justine Henin i Martinę Hingis, ulegając dopiero przodującej w damskim tenisie Lindsay Davenport. Odpadła w trzeciej rundzie US Open. We wrześniu wygrała turniej w Bahia, po czym doszła do finału w Lipsku (w półfinale pokonała Clijsters, w finale uległa Serenie Williams). Zakwalifikowała się do WTA Tour Championships, ale już w pierwszej rundzie uległa Jelenie Dokić. Sezon zakończyła na jedenastym miejscu w rankingu WTA.
Na początku roku 2003 doszła do ćwierćfinału Aussie Open. Następnie wygrała turniej w Dosze, doszła do ćwierćfinału w Dubaju oraz wygrała w Sarasocie (w finale z Alicią Molik). Osiągnęła czwartą rundę Wimbledonu oraz ćwierćfinał US Open. Wygrała w Lipsku i Moskwie. Doszła do finału w Filadelfii i wystąpiła w turnieju mistrzyń.
Rok 2004 to najlepszy w karierze Anastasii. Po ćwierćfinale Australian Open, wygranej w Dosze i półfinale w Indian Wells wygrała jedyny w dotychczasowej karierze turniej wielkoszlemowy – Roland Garros. W czwartej rundzie pokonała Swietłanę Kuzniecową, broniąc piłki meczowe w trzecim secie i wygrywając go ostatecznie 8:6. Została pierwszą rosyjską triumfatorką turnieju wielkoszlemowego w pierwszym w historii rosyjskim finale wielkoszlemowym (po drugiej stronie siatki stała bowiem Jelena Diemientjewa). W sezonie wygrała jeszcze turniej w Moskwie. Weszła do czołowej dziesiątki rankingu kobiet, osiągając pozycję wiceliderki 13 września 2004. Na turnieju olimpijskim w Atenach przegrała w półfinale z późniejszą mistrzynią Justine Henin-Hardenne 7:5, 5:7, 6:8, prowadząc 5:1 w trzecim secie.
W listopadzie przyczyniła się do pierwszego w historii triumfu reprezentacji Rosji w Pucharze Federacji. Była również w składzie zwycięskiej ekipy w Pucharze Federacji w 2005.
W grudniu 2004 Międzynarodowa Federacja Tenisowa przyznała jej tytuł mistrzyni świata.
Na początku sezonu 2005 doszła do czwartej rundy Australian Open, półfinału w Antwerpii oraz czwartej rundy Miami. Jej porażka w pierwszej rundzie French Open z Marią Sanchez Lorenzo oznaczała wpisanie się do historii jako pierwsza obrończyni wielkoszlemowego tytułu odpadająca w pierwszej rundzie. Doszła do ćwierćfinału w Wimbledonie, finału w Sztokholmie, zwyciężyła w Kalkucie. Osiągnęła też półfinał w Zurychu.
W roku 2006 doszła do półfinału w Tokio oraz ćwierćfinału w Miami. Została sensacyjnie pokonana w pierwszej rundzie w Warszawie przez Agnieszkę Radwańską, dla której był to pierwszy zawodowy mecz w karierze. Triumfowała jednak w grze podwójnej. Finał w Stambule przegrała z Szachar Pe’er. Wspierana przez Borysa Jelcyna, doszła do czwartej rundy French Open, polegając z Henin-Hardenne. Z Belgijką spotkała się w finale w Eastbourne, po dramatycznym meczu przegrała 6:4, 1:6, 6:7(5). Była w ćwierćfinale Wimbledonu oraz finale w Sztokholmie. Do końca sezonu nie wygrała żadnego meczu, włączając w to występ w US Open.
W styczniu 2007 zagrała w Auckland, przegrała jednak już w pierwszej rundzie z Giselą Dulko. Od tego czasu zawiesiła występy na kortach, przeszła operację kontuzjowanej stopy.
W kwietniu 2007 zmarł jej serdeczny przyjaciel – pierwszy prezydent Rosji, Borys Jelcyn, który kibicował jej na kortach między innymi podczas wielkoszlemowego turnieju na paryskich kortach Rolanda Garrosa w 2006 roku.
30 maja 2007, po blisko pięciomiesięcznej przerwie pojawiła się ponownie na kortach, od razu przystępując do wielkoszlemowego turnieju French Open, gdzie łatwo przegrała w I rundzie z Amerykanką Meghann Shaughnessy 1:6, 0:6.
W oficjalnym komunikacie, wydanym 4 lipca 2007 roku, Anastasija wraz z trenerem, Władimirem Kamelsonem poinformowała o zakończeniu swojej kariery sportowej z powodu nieustannych kontuzji. Kilka miesięcy po urodzeniu syna (28 kwietnia 2008) ogłosiła, że chce powrócić do czynnej rywalizacji i liczy na "dziką kartę" od organizatorów wielkoszlemowego Australian Open 2009.

## Podsumowanie kariery tenisowej
W momencie zakończenia kariery tenisowej Anastasija Myskina znajdowała się poza czołową setką rankingu tenisistek. Wkrótce jej pozycja zaczęła spadać, a w połowie września 2007 jej nazwisko można było zobaczyć przy miejscu numer 1088 na świecie. Rosjanka wygrała w karierze 10 turniejów singlowych i 5 deblowych. W imprezie wielkoszlemowej triumfowała raz, zdobywając trofeum Suzanne Lenglen na paryskich kortach Rolanda Garrosa w 2004 roku. Zdobywczyni Pucharu Federacji wraz z drużyną Rosji. Jedna z najlepszych zawodniczek letnich igrzysk olimpijskich w Atenach w roku 2004 pokonana po dramatycznym spotkaniu przez późniejszą mistrzynię olimpijską, Justine Henin-Hardenne. W rankingu gry pojedynczej dnia 13 września 2004 zajmowała drugą lokatę.
- Ostatni mecz zawodowy: French Open, 2007: porażka z Meghann Shaughnessy 1:6, 0:6 w pierwszej rundzie
- Ostatni wygrany mecz zawodowy: Sztokholm, 2006: pokonała Sofię Arvidsson 6:2, 6:4 w półfinale
- Ostatni mecz trzysetowy: Auckland, 2007: porażka z Giselą Dulko 1:6, 7:6, 2:6 w pierwszej rundzie

## Życie prywatne
Anastasija jest córką Andrieja Myskina i jego żony, Galiny. Jej trenerem był Niemiec Jens Gerlach, z którym była przez pewien czas związana. Trenowana przez słynną radziecką, a potem łotewską tenisistkę, Łarysę Sawczenko-Neiland. Niegdyś kojarzona z hokeistą Dinamo Moskwa, Aleksandrem Stepanowem, później z austriackim tenisistą, Jürgenem Melzerem. Do 2007 roku zaręczona z hokeistą CSKA Moskwa, Konstantym Korniejewem.
Jej partnerem jest obecnie rosyjski biznesmen Siergiej Mamiedow. Mają trzech synów: Jewgienija (ur. 29 kwietnia 2008), Grigorija (ur. 30 sierpnia 2010) i Pawła (ur. 1 marca 2012).

## Wygrane turnieje

### gra pojedyncza (10)
|     | Data       | Turniej                               | Kat.          | ($)       | Naw.   | Finalistka           | Wynik            |
| 1.  | 12/07/1999 | Palermo, Torneo Internazionale        | Kategoria IVa | 142 500   | ziemna | Ángeles Montolio     | 3:6, 7:6(3), 6:2 |
| 2.  | 09/09/2002 | Bahia, Brasil Open                    | Kategoria II  | 650 000   | twarda | Eleni Daniilidu      | 6:3, 0:6, 6:2    |
| 3.  | 10/02/2003 | Doha, Qatar Total FinaElf Open        | Kategoria III | 170 000   | twarda | Jelena Lichowcewa    | 6:3, 6:1         |
| 4.  | 31/03/2003 | Sarasota, Sarasota Clay Court Classic | Kategoria IV  | 140 000   | ziemna | Alicia Molik         | 6:4, 6:1         |
| 5.  | 22/09/2003 | Lipsk, Sparkassen Cup                 | Kategoria II  | 585 000   | dywan  | Justine Henin        | 3:6, 6:3, 6:3    |
| 6.  | 29/09/2003 | Moskwa, Ladies Kremlin Cup            | Kategoria I   | 1 300 000 | dywan  | Amélie Mauresmo      | 6:2, 6:4         |
| 7.  | 01/03/2004 | Doha, Qatar Total Open                | Kategoria II  | 600 000   | twarda | Swietłana Kuzniecowa | 4:6, 6:4, 6:4    |
| 8.  | 24/05/2004 | Paryż, Roland Garros                  | Wielki Szlem  | 5 982 126 | ziemna | Jelena Diemientjewa  | 6:1, 6:2         |
| 9.  | 11/10/2004 | Moskwa, Ladies Kremlin Cup            | Kategoria I   | 1 300 000 | dywan  | Jelena Diemientjewa  | 7:5, 6:0         |
| 10. | 19/09/2005 | Kalkuta, Sunfeast Open                | Kategoria III | 170 000   | twarda | Karolina Šprem       | 6:2, 6:2         |

### gra podwójna (5)
|    | Data       | Turniej                                | Kat.          | ($)       | Naw.   | Partnerka          | Finalistki                                   | Wynik         |
| 1. | 13/09/2004 | Bali, Wismilak International           | Kategoria III | 225 000   | twarda | Ai Sugiyama        | Swietłana Kuzniecowa Arantxa Sánchez Vicario | 6:3, 7:5      |
| 2. | 11/10/2004 | Moskwa, Ladies Kremlin Cup             | Kategoria I   | 1 300 000 | twarda | Wiera Zwonariowa   | Virginia Ruano Pascual Paola Suárez          | 6:3, 4:6, 6:2 |
| 3. | 19/09/2005 | Kalkuta, Sunfeast Open                 | Kategoria III | 170 000   | twarda | Jelena Lichowcewa  | Neha Uberoi Shikha Uberoi                    | 6:1, 6:0      |
| 4. | 03/10/2005 | Filderstadt, Porsche Tennis Grand Prix | Kategoria II  | 650 000   | twarda | Daniela Hantuchová | Květa Peschke Francesca Schiavone            | 6:0, 3:6, 7:5 |
| 5. | 01/05/2006 | Warszawa, J&S Cup                      | Kategoria II  | 600 000   | ziemna | Jelena Lichowcewa  | Anabel Medina Garrigues Katarina Srebotnik   | 6:3, 6:4      |